# 한국미래농업연구회
한국미래농업연구회는 친환경농민교육 및 친환경농산물 대국민홍보사업, 친환경농산물 직거래전문매장 개설지원 및 행사기획, 친환경농업 및 농산물생산 인프라구축지원사업, 기타 상기목적에 필요한사업 목적으로 2006년 9월 29일 설립된 대한민국 농림수산식품부 소관의 사단법인이다. 사무실은 서울특별시 영등포구 여의도동 13-25 종우빌딩 910에 있다.

## 주요 사업
- 친환경농업 전문교육기관 설립을 통한 전문인력 양성.
- 수도권 친환경농산물 상설직거래매장개설.
- 친환경농산물 홍보박람회 및 친환경농민축제 개최
- 친환경농업관련 전문홍보책자 발간.
- 친환경농산물 학교급식사업 적극지원.